# Evropské hry 2019
II. Evropské hry nebo také Evropské hry 2019 (bělorusky Еўрапейскія гульні 2019 ) se konaly v běloruském Minsku. Slavnostní zahájení proběhlo 14. června 2019 a zakončení se pak uskutečnilo 30. června 2019.
Pořádání bylo uděleno nejprve Nizozemsku a pak Rusku. Nizozemsko stáhlo nabídku kvůli nákladům a nedostatku podpory. Další dohody o pořádání s Ruskem byly prozatímní na základě námitky přednesené nezávislou antidopingovou agenturou WADA kvůli vyšetřování dopingu v Rusku. Během olympijských her v roce 2016 MOV jasně prohlásil, že nebude podporovat evropské hry v Rusku za současných okolností.

## Pořadatelství
Řada zemí a měst vyjádřila svůj zájem uspořádat v roce 2019 druhé evropské hry, ale oficiální nabídku předložilo pouze Nizozemsko. Na zasedání mimořádného valného shromáždění 16. května 2015 bylo Nizozemsko jednomyslně schváleno jako hostitel druhého vydání her. Hry měly být celostátní a měly se konat v sedmi městech, a to v Amsterdamu, Haagu, Eindhovenu, Rotterdamu, Utrechtu. Dne 10. června 2015 Nizozemsko oznámilo, že odmítlo uspořádat druhou evropskou hru po nedostatečném financování her, což by mělo činit 57,5 milionů eur. V návaznosti na to řada měst vyjádřilo zájem o hostování her: Minsk v Bělorusku, Glasgow Velké Británii, Poznaň v Polsku, Kazaň a Soči v Rusku, Istanbul v Turecku.
Další dohody o pořádání s Ruskem byly prozatímní na základě námitky přednesené nezávislou antidopingovou agenturou WADA kvůli vyšetřování dopingu v Rusku. Během olympijských her v roce 2016 MOV jasně prohlásil, že nebude podporovat evropské hry v Rusku za současných okolností.
Dne 21. října 2016 bylo oznámeno, že Minsk bude hostitelem her 2019 a že tyto hry by měly být menší akcí než hry v roce 2015.
| Město | Stát      | 1. kolo     |
| Minsk | Bělorusko | Jednohlasně |

## Olympijská sportoviště

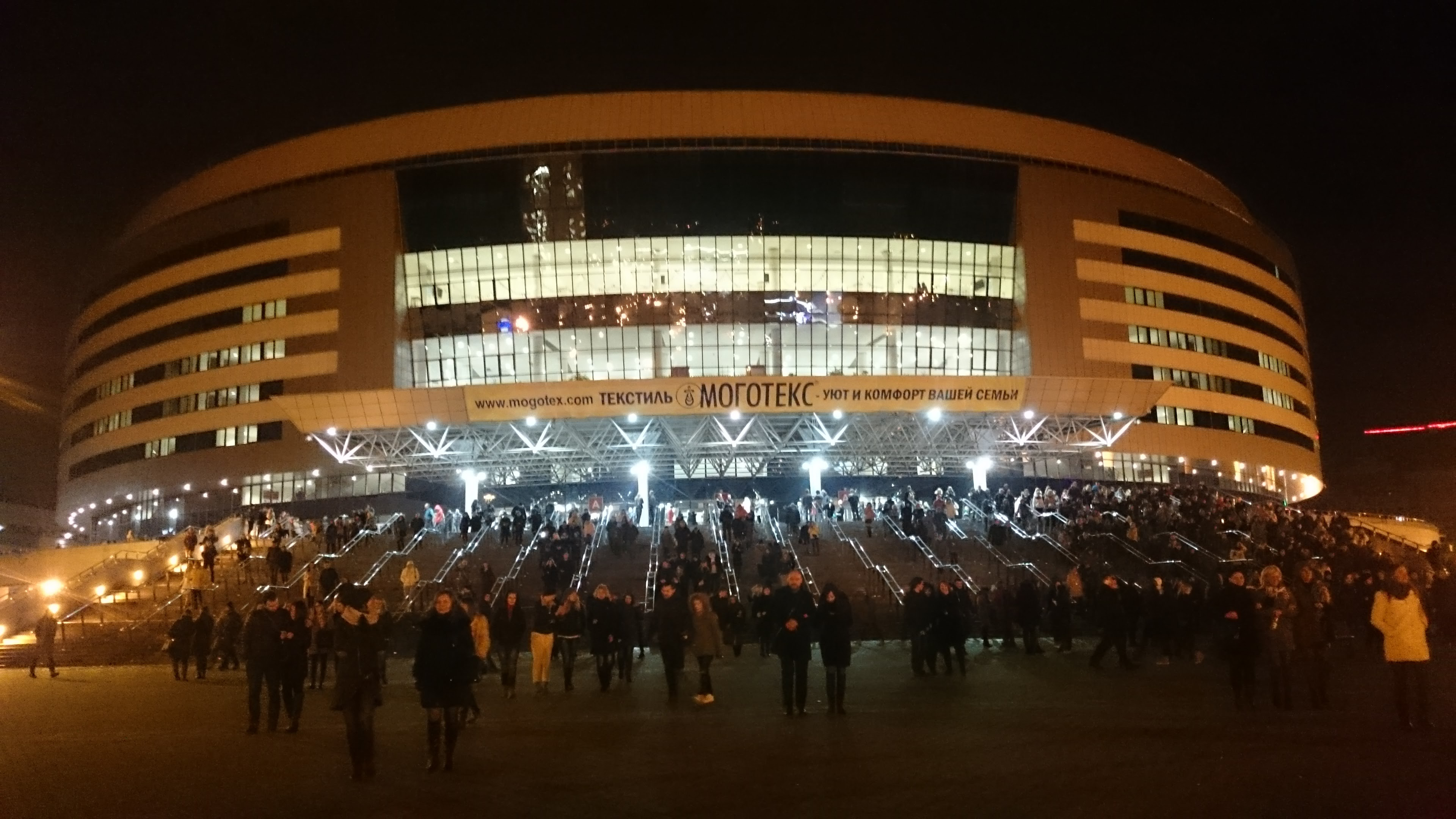
Minsk Arena

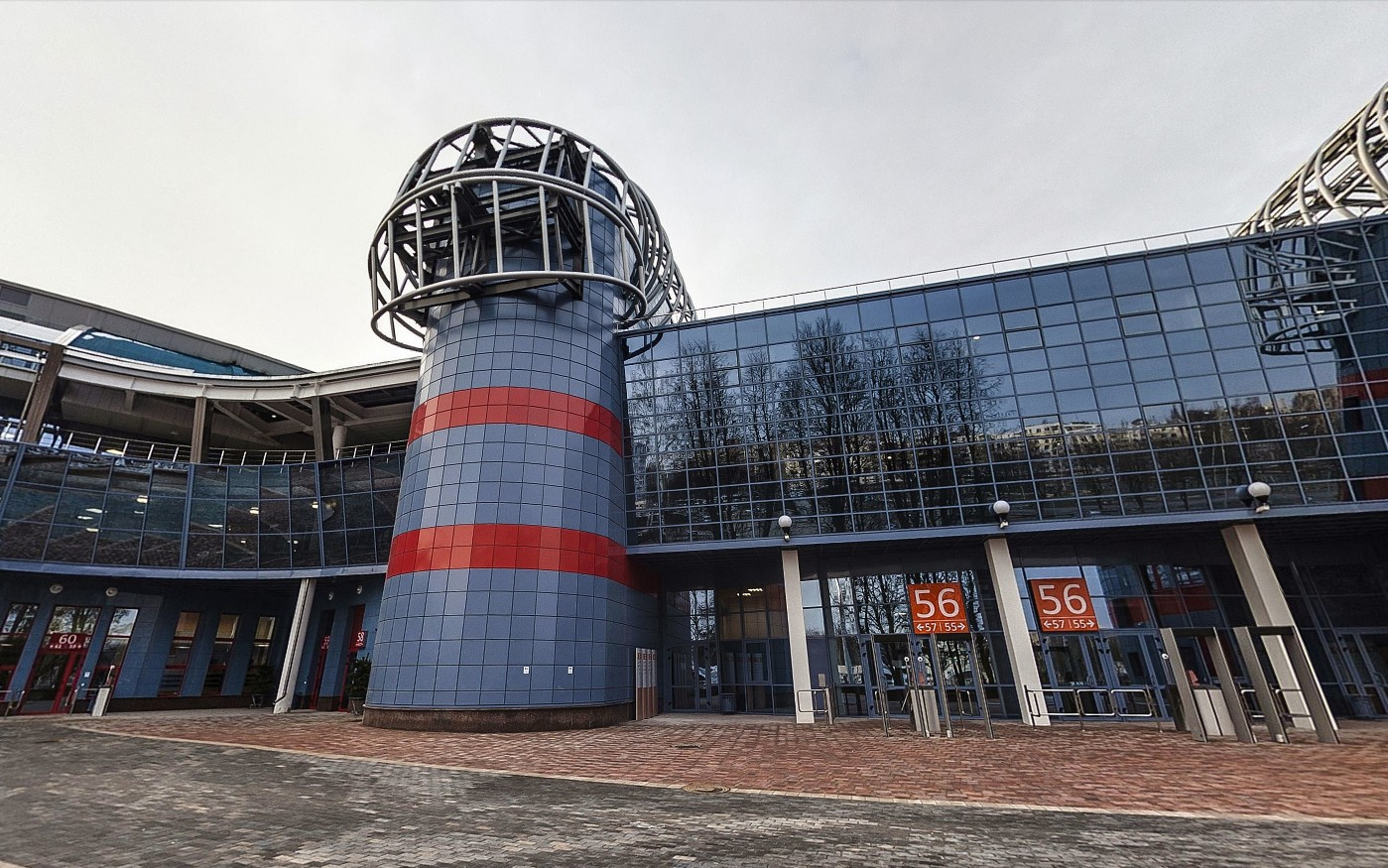
Čyžouka-Arena

- Dinamo Stadium (slavností zahájení a zakončení EH 2019)
- Minsk Arena (badminton, gymnastika)
- Minsk Arena Veledrom (gymnastika, cyklistika/dráhová cyklistika)
- Palova Arena (basketbal (3x3))
- Uruchie Sports Palace (box)
- Čyžouka-Arena (zápas)
- Minsk Sports Palace (judo, karate)
- Falcon Club (stolní tenis)
- FC Minsk Sport Complex (lukostřelba)
- Sporting Club (střelba)
- Zaslavl Regatta Course (rychlostní kanoistika)

## Soutěže
V Minsku se soutěžilo v 15 sportovních odvětvích. Plážový volejbal, šerm, triatlon, taekwondo, volejbal a vodní sporty nebyly na programu, i když byly na Evropských hrách 2015 v Baku. Novým sportem byla dráhová cyklistika. V celkem 10 odvětvích měli sportovci možnost kvalifikovat se na Letní olympijské hry 2020.

### Sportovní odvětví
- Atletika
- Badminton
- Basketbal (3x3)
- Box
- Cyklistika
  - Dráhová cyklistika
  - Silniční cyklistika
- Gymnastika
  - Akrobatická gymnastika
  - Moderní gymnastika
  - Skoky na trampolíně
  - Sportovní aerobik
  - Sportovní gymnastika
- Judo
- Karate
- Lukostřelba
- Rychlostní kanoistika
- Sambo
- Střelba
- Plážový
- Zápas
  - Řecko-římský
  - Volný styl

### Kalendář soutěží
| UC | Úvodní ceremoniál | ● | Soutěžní den disciplíny | 1 | Finále disciplíny | ZC | Závěrečný ceremoniál |

| Červen                | Červen                 | 21. Pá | 22. So | 23. Ne | 24. Po | 25. Út | 26. St | 27. Čt | 28. Pá | 29. So | 30. Ne | Finále |
| --------------------- | ---------------------- | ------ | ------ | ------ | ------ | ------ | ------ | ------ | ------ | ------ | ------ | ------ |
| Ceremoniály           | Ceremoniály            | UC     |        |        |        |        |        |        |        |        | ZC     |        |
| Atletika              | Atletika               |        |        | ●      | 2      | 2      | ●      | ●      | 2      | 2      |        | 8      |
| Badminton             | Badminton              |        |        |        | ●      | ●      | ●      | ●      | ●      | 2      | 3      | 5      |
| Basketbal (3x3)       | Basketbal (3x3)        |        | ●      | ●      | ●      | 2      |        |        |        |        |        | 2      |
| Box                   | Box                    | ●      | ●      | ●      | ●      | ●      | ●      | ●      | 5      | 5      | 5      | 15     |
| Cyklistika            |                        |        |        |        |        |        |        |        |        |        |        |        |
| Dráhová cyklistika    |                        | 2      | 5      | 5      | 6      |        |        |        |        |        | 18     |        |
| Silniční cyklistika   |                        |        |        |        |        |        | 2      |        | 1      | 1      | 4      |        |
| Gymnastika            | Akrobatická gymnastika |        |        |        |        |        |        |        | 2      | 2      | 2      | 6      |
| Gymnastika            | Moderní gymnastika     |        |        |        |        |        |        |        | 2      | 3      | 3      | 8      |
| Gymnastika            | Skoky na trampolíně    |        |        |        | ●      | ●      | 4      |        |        |        |        | 4      |
| Gymnastika            | Sportovní aerobik      |        |        |        | ●      | ●      | 2      |        |        |        |        | 2      |
| Gymnastika            | Sportovní gymnastika   |        | ●      | ●      | 2      | 5      | 5      |        |        |        |        | 12     |
| Judo                  | Judo                   |        | 5      | 4      | 5      | 1      |        |        |        |        |        | 15     |
| Karate                | Karate                 |        |        |        |        |        |        |        |        | 6      | 6      | 12     |
| Lukostřelba           | Lukostřelba            |        |        | ●      | 2      | 2      | ●      | ●      | 2      | 2      |        | 8      |
| Plážový fotbal        | Plážový fotbal         |        |        |        |        | ●      | ●      | ●      | ●      | 1      |        | 1      |
| Rychlostní kanoistika | Rychlostní kanoistika  |        |        |        |        | ●      | 6      | 10     |        |        |        | 16     |
| Sambo                 | Sambo                  |        | 9      | 9      |        |        |        |        |        |        |        | 18     |
| Stolní tenis          | Stolní tenis           |        | ●      | ●      | 2      | ●      | 1      | ●      | ●      | 2      |        | 5      |
| Střelba               | Střelba                |        | 2      | 4      | 2      | 1      | 3      | 2      | 4      | 2      |        | 20     |
| Zápas                 | Zápas                  |        |        |        |        | 3      | 3      | 3      | 3      | 3      | 3      | 18     |
| Celkem disciplín      | Celkem disciplín       | 0      | 18     | 22     | 18     | 30     | 24     | 17     | 19     | 29     | 23     | 200    |
| Kumulativní součet    | Kumulativní součet     |        |        | 40     | 58     | 88     | 112    | 129    | 148    | 177    | 200    |        |
| Červen                | Červen                 | 21. Pá | 22. So | 23. Ne | 24. Po | 25. Út | 26. St | 27. Čt | 28. Pá | 29. So | 30. Ne | Finále |

## Pořadí národů
V Minsku se rozdělilo 200 sad medailí.
| Pořadí | Země                 | Zlato | Stříbro | Bronz | Celkem |
| ------ | -------------------- | ----- | ------- | ----- | ------ |
| 1      | Rusko (RUS)          | 44    | 23      | 42    | 109    |
| 2      | Bělorusko (BLR)*     | 24    | 16      | 29    | 69     |
| 3      | Ukrajina (UKR)       | 16    | 17      | 18    | 51     |
| 4      | Itálie (ITA)         | 13    | 15      | 13    | 41     |
| 5      | Nizozemsko (NED)     | 9     | 13      | 7     | 29     |
| 6      | Německo (GER)        | 7     | 6       | 13    | 26     |
| 7      | Gruzie (GEO)         | 6     | 10      | 14    | 30     |
| 8      | Francie (FRA)        | 6     | 9       | 13    | 28     |
| 9      | Velká Británie (GBR) | 6     | 9       | 8     | 23     |
| 10     | Ázerbájdžán (AZE)    | 5     | 10      | 13    | 28     |
| 25     | Česko (CZE)          | 2     | 5       | 6     | 13     |
| Celkem | Celkem               | 200   | 200     | 283   | 683    |